# Gerhard Pichler
Gerhard Pichler (* 29. Mai 1939 in Villach; † 1. April 2004 auf dem Umbalkees) war ein österreichischer Bauingenieur und Universitätsprofessor.

## Werdegang
Gerhard Pichler besuchte die Höhere Abteilung der Bundesgewerbeschule Villach (1953–1958) und studierte anschließend bis 1964 Bauingenieurwesen an der TH Graz. Nach dem Diplom leistete er im österreichischen Bundesheer Wehrdienst ab (1964–1965) und arbeitete danach bei Albert Kaiser (1965–1966) und Walter Pieckert (1967–1969) in Stuttgart und bei Manfred F. Manleitner (1970–1971) in Berlin. 1971 gründete er mit Bernd Albrecht, Helmut Gräf, Peter Just und Helmut Stäbler die ingenieurgruppe berlin (igb), 1989 folgte die Weiterführung des Büros als Ingenieurgruppe Pichler (IP) und 1995 die Umbenennung in PICHLER Ingenieure. Gerhard Pichler stieg 2003 aus dem Büro aus, das jedoch seinen Namen weiterträgt. Pichler lehrte an der TU Berlin (1979, 1989), als Professor an der Hochschule für Bildende Künste Hamburg (1990–1994) und an der Universität der Künste Berlin (1994–2004).
Pichler arbeitete mit einer Vielzahl von Architekten zusammen. In erster Linie sind dies Hinrich Baller und Inken Baller und im Rahmen der Beratung von Architekten der Internationalen Bauausstellung Berlin (IBA) von 1982 bis 1987, u. a. Otto Steidle, Álvaro Siza Vieira, Gustav Peichl und Herman Hertzberger, wo sich Pichler für die Erhaltung des Altbaubestandes engagierte. Zu nennen sind auch Hilde Léon, Konrad Wohlhage, Georg Augustin, Ute Frank, Helge Pitz, Ulrich Wolff, Doris Piroth, Zvi Hecker, Benedict Tonon, Uli Böhme, Beate Böhme und Winfried Brenne.

„Pichlers Konstruktionen sind keine Glorifizierung der Technik, sondern sind sozusagen die ‚Grammatik der Architektur‘. Wo High-Tech-Lösungen konstruktiven Aufwand betreiben, um das expressive Darstellen der Tragfunktion zu erreichen, antwortet Gerhard Pichler eher mit einem konstruktiven Element, das mehrere Funktionen integriert. Die Reduktion im Sinne von Zurückführen von komplizierten und vielschichtigen Sachverhalten auf einfache ist konstitutiv. Sparsamkeit der Mittel ist Prinzip, Lastfluß ist maßgebend. Die intelligente und sensible Anwendung von einfachen und bewährten Konstruktionsprinzipien bis hin zu innovativen technischen Lösungen gehören zu seinem Repertoire.“

Neben der kraftflussorientierten und damit dem Prinzip der Sparsamkeit verpflichteten Tragwerksplanung für Neubauten widmete sich Pichler schon früh der behutsamen Sanierung und Ertüchtigung von Altbauten. In diesem Zusammenhang verband Pichler und seine Mitarbeiter Elemente der graphischen Statik mit den Möglichkeiten der CAD-Zeichenprogramme. So regte er Ende der 1990er Jahre Karl-Eugen Kurrer zu konzeptionellen Überlegungen nach Schaffung einer computergestützten Graphostatik an, die später als Computer-Aided Graphic Statics (CAGS) am M.I.T. und der ETH Zürich Gestalt annehmen sollte.
Gerhard Pichler verunglückte bei einer Bergwanderung in Osttirol – eine Schneeverwehung hatte eine Gletscherspalte auf dem Umbalkees verdeckt und ließ ihn die geringe Tragfähigkeit nicht erkennen. Seit vielen Jahren nahm Pichler an einer jährlichen Gletschervermessung teil, mit der das Abschmelzen der Eismassen dokumentiert werden sollte. Die Bergrettung konnte Pichler nur noch tot aus der Gletscherspalte bergen. Er fand seine letzte Ruhestätte am 15. April 2015 auf dem Dorffriedhof in Sattendorf.

## Bauwerke (Auswahl)
Ingenieurgruppe berlin:
- 1972: Wohnungsbau – Beethovenstraße 27/28, Berlin-Lankwitz (Architekten: Hinrich und Inken Baller)
- 1972: Studentenwohnheim – Vorstraße, Bremen (Architekten: Planungskollektiv)
- 1975: Wohn- und Geschäftshaus – Lietzenburger Straße 86, Berlin-Charlottenburg (Architekten: Hinrich und Inken Baller)
- 1979: Umbau, Rekonstruktion und Sanierung Staatliche Technikerschule – Bochumer Straße, Berlin-Moabit (Architekten: Hinrich und Inken Baller)
- 1980: Umbau Umspannwerk der BVG in Wohnungsbau – Bastianstraße 6, Berlin-Wedding (Architekten: Hinrich und Inken Baller)
- 1980: Philosophisches Institut der FU Berlin – Habelschwerdter Allee, Berlin-Dahlem (Architekten: Hinrich und Inken Baller)
- 1980: Phosphateliminationsanlage – Buddestraße, Berlin-Tegel (Architekt: Gustav Peichl)
- 1982: Wohnungsbau der IBA – Brandwandbebauung, Berlin-Kreuzberg (Architekten: Hinrich und Inken Baller)
- 1984: Sanierung und Umbau ehemaliger Wintergarten in ein Literaturhaus – Fasanenstraße 23, Berlin-Wilmersdorf (Architekt: Uli Böhme)
- 1984: Sanierung und Umbau Villa Grisebach – Fasanenstraße 25, Berlin-Wilmersdorf (Architekt: Uli Böhme)
- 1986: Rekonstruktion Turmhaus der ehemaligen Optischen Anstalt Goerz – Rheinstraße 44–46, Berlin-Friedenau (Architekten: Architekturwerkstatt Pitz-Brenne)
- 1986: Sanierung, Rekonstruktion und Erweiterung „Gotisches Haus“ zu Begegnungsstätte, Berlin-Spandau (Architekten: BASD, K. Westphal, G. Schlotter)

Ingenieurgesellschaft Pichler:
- 1989: Fußgängerbrücke über Landwehrkanal am Museum für Verkehr und Technik – Tempelhofer Ufer, Berlin-Kreuzberg (Architekt: Hinrich Baller, Doris Piroth)
- 1989: Abteilung Schiff- und Luftfahrt des Deutschen Technikmuseum Berlin – Trebbiner Straße 10–15/Tempelhofer Ufer, Berlin-Kreuzberg (Architekten: ARGE Ulrich Wolff & Helge Pitz)
- 1990: Sanierung und Umbau Rotes Rathaus – Rathausstraße 15–18, Berlin-Mitte (Architekt: Helge Pitz)
- 1991: Reparatur und Ertüchtigung des historischen Dachstuhls der Nikolaikirche, Berlin-Spandau (Architekten: BASD, K. Westphal, G. Schlotter)
- 1992: Heinz-Galinski-Schule – Waldschulallee 73, Berlin-Charlottenburg (Architekten: Zvi Hecker)
- 1993: Sanierung und Umbau Max-Taut-Schule zu Oberstufenzentrum für Versorgungstechnik und Bürotechnik, Berlin-Lichtenberg (Architekten: Pitz & Hoh)

- 1994: Umbau und Erweiterung Sparkasse Senftenberg mit Tiefgarage (Architekt: Heinle, Wischer + Partner)

PICHLER Ingenieure:
- 1995: Reparatur Einsteinturm, Telegraphenberg Potsdam (Architekt: Pitz & Hoh)
- 1995: Reparatur Schlosses Meseberg (Architekt: Uli Böhme)
- 1997: Kindertagesstätte für Deutschen Bundestag im Spreebogen, Berlin-Mitte (Architekten: Peichl & Partner)
- 1997: Sanierung und Umbau Garde-Ulanen-Kaserne zu Oberstufenzentrum – Jägerallee 23, Potsdam (Architekt: Erich Schneider-Wessling)
- 1997: Sanierung und Ersatzneubau Marschallbrücke, Berlin-Mitte (Architekt: Benedict Tonon)
- 1997: Holz-Lagerhalle – Altonaer Straße 81–83, Berlin-Spandau (Architekt: Thomas Schindler)
- 1997: Kapelle der Versöhnungs-Kirchengemeinde, Berlin-Wedding (Architekten: Reitermann und Sassenroth)
- 1998: Sanierung Rostlaube und Neubau einer integrierten Bibliothek für philologischen Fächer der FU Berlin – Habelschwerdter Allee 45, Berlin-Dahlem (Architekten: Foster + Partners)
- 1998: Sanierung Haus Schminke, Löbau (Architekten: Pitz & Hoh, Berlin)
- 1998: Sanierung und Umbau Zeughaus für Dauerausstellung des Deutschen Historischen Museums – Unter den Linden 2, Berlin-Mitte (Architekt: Winfried Brenne)
- 1999: Zentrum Zukunftsenergien/Internationales Solarzentrum – Stralauer Platz 33–34, Berlin-Friedrichshain (Architekten: Bothe, Richter, Teherani)
- 2000: Bestandsaufnahme und Analyse der ehemaligen Großgaststätte Ahornblatt Fischerinsel, Berlin (Gerhard Lehmann, Rüdiger Plaethe, Ulrich Müther 1970)
- 2001–2005: Studienzentrum der Herzogin-Anna-Amalia-Bibliothek, Weimar (Architekten: Karl-Heinz Schmitz, Hilde Barz-Malfatti)
- 2014: Antivilla, Krampnitz (Architekten: Brandlhuber + Emde, Schneider)
- 2013–2017: Hafven, Hannover (Architekten: Mensing Timofticiuc)[6][7][8]
- 2020: U-Bahnhof Museumsinsel, Berlin (Architekt: Max Dudler)

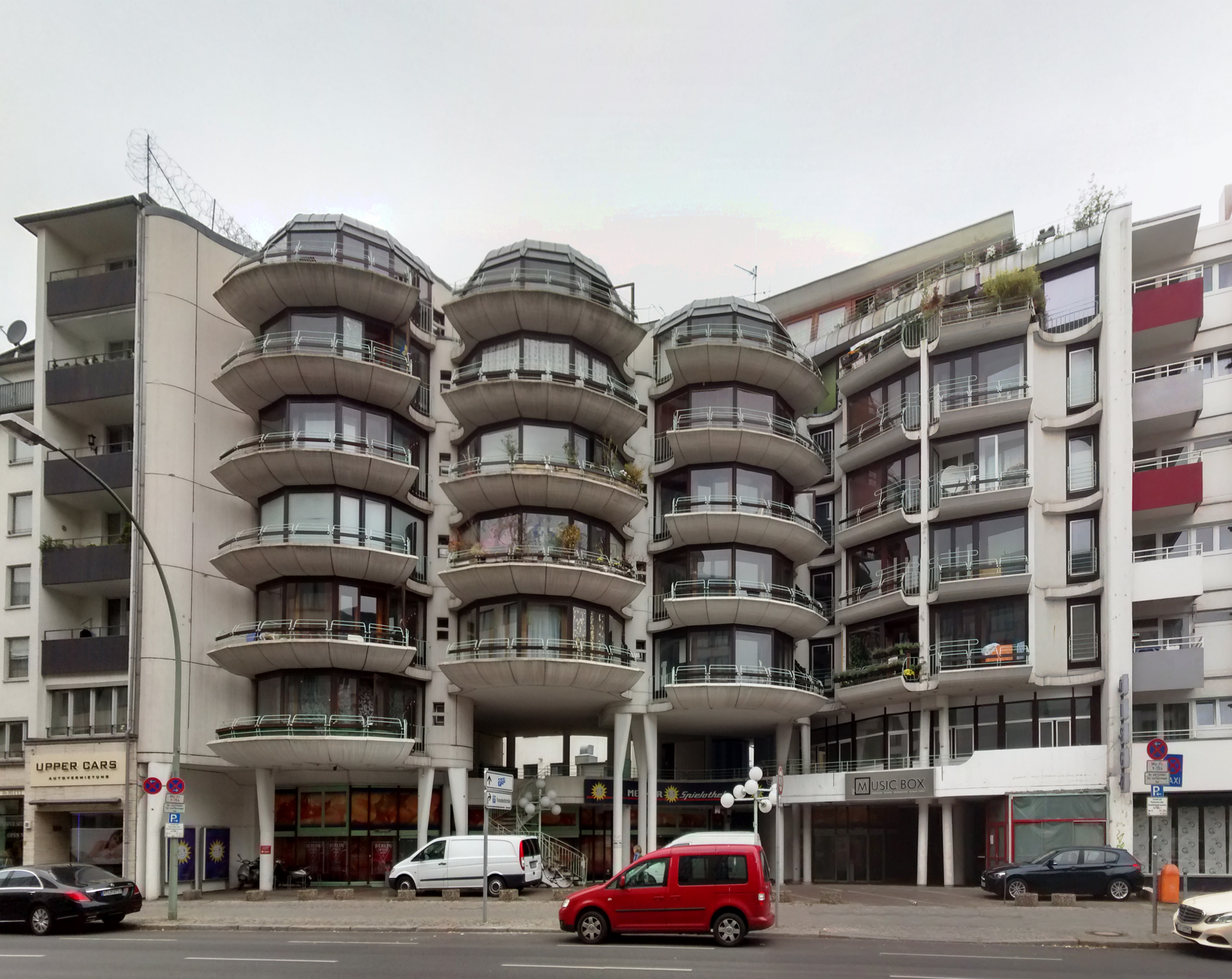
Lietzenburger Straße 86
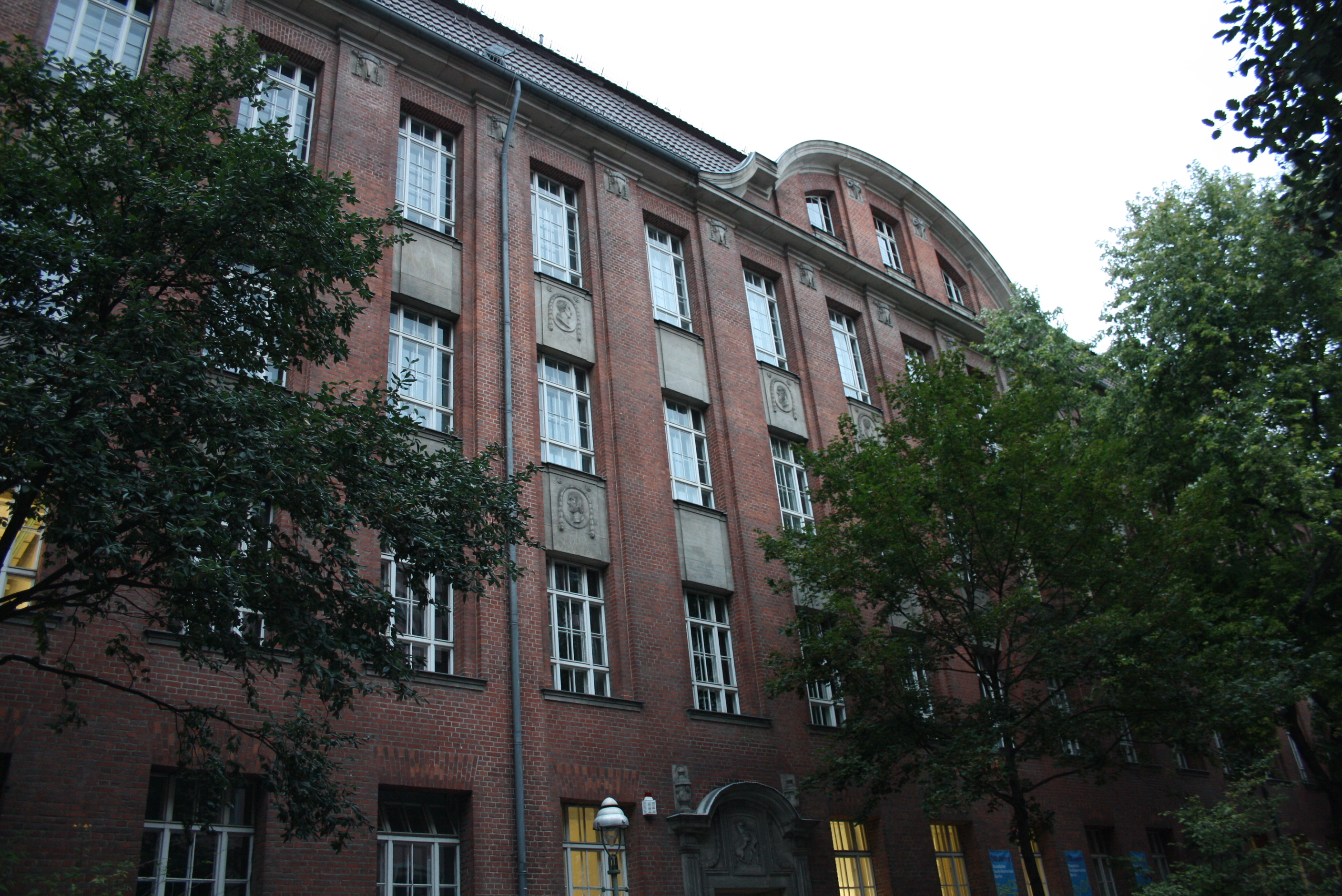
Staatliche Technikerschule
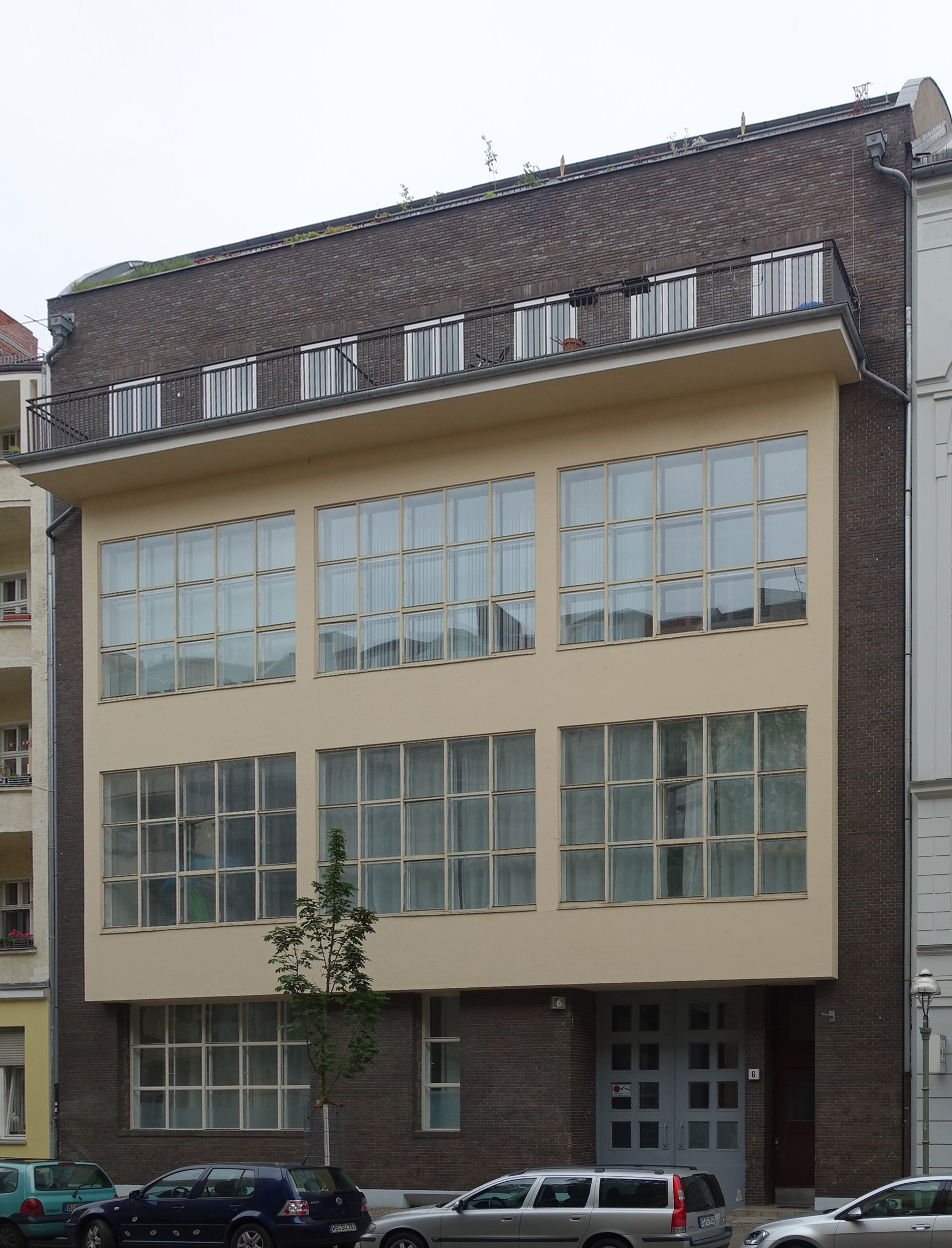
Bastianstr. 6
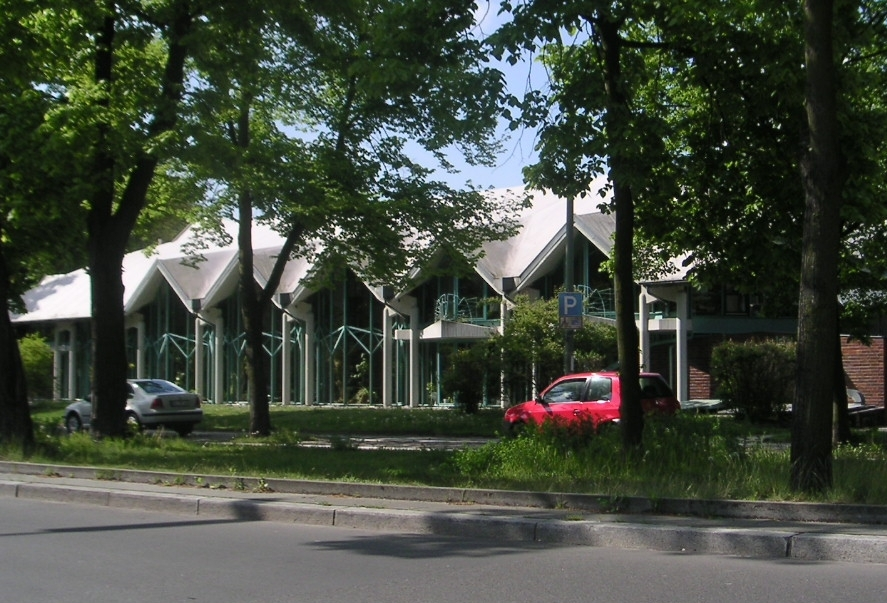
Institut für Philosophie
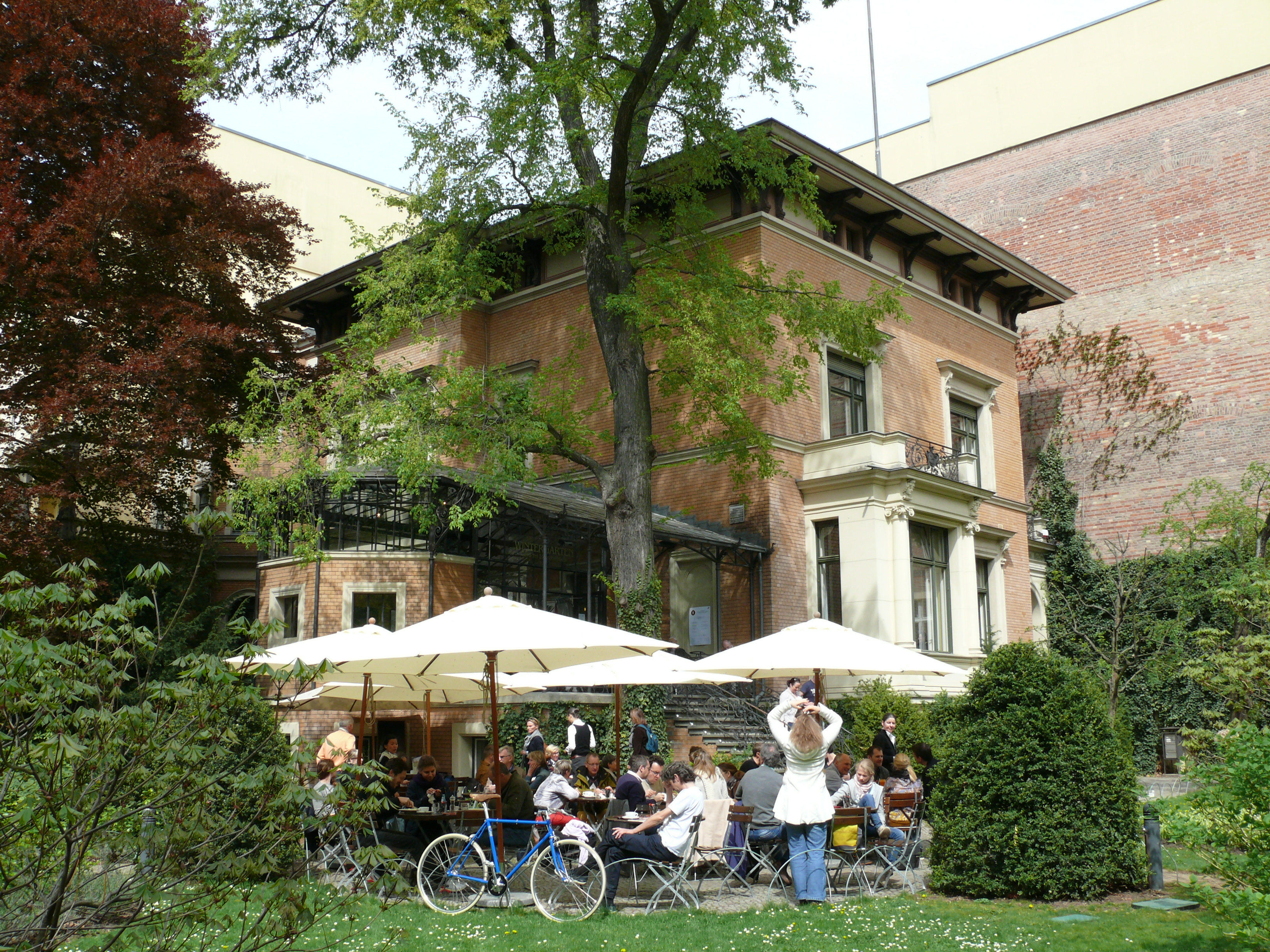
Literaturhaus
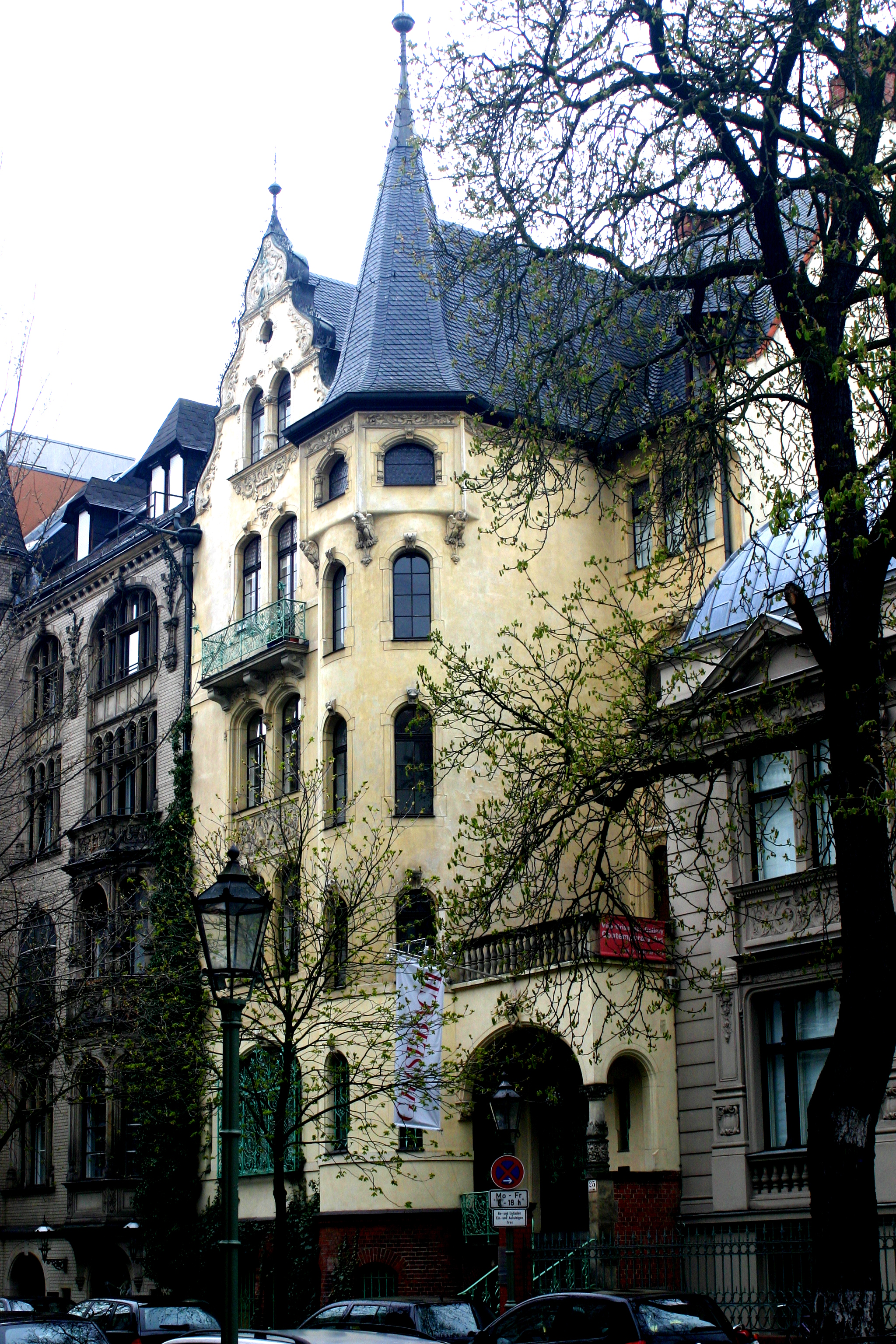
Villa Grisebach
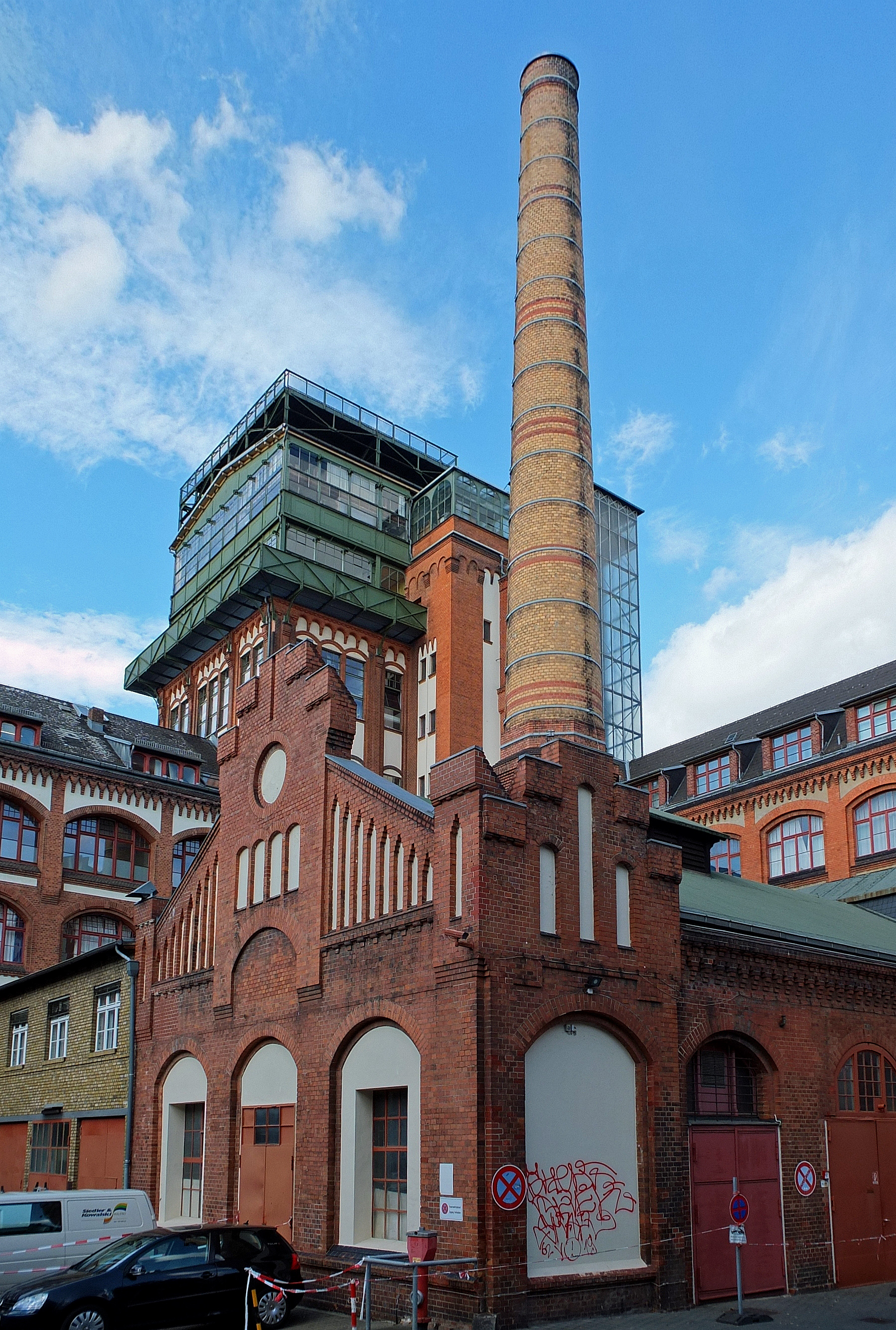
Optische Anstalt Goerz
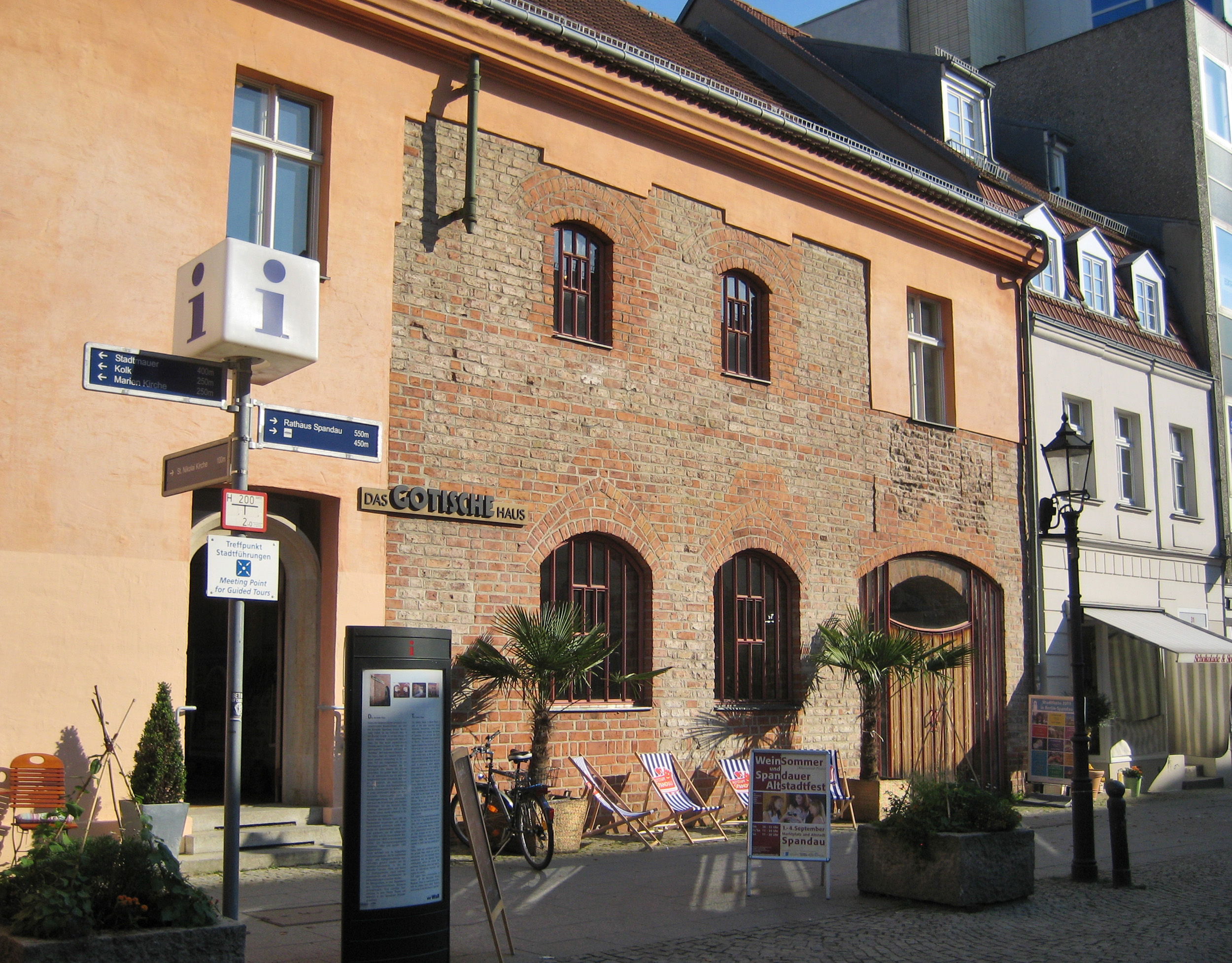
Gotisches Haus
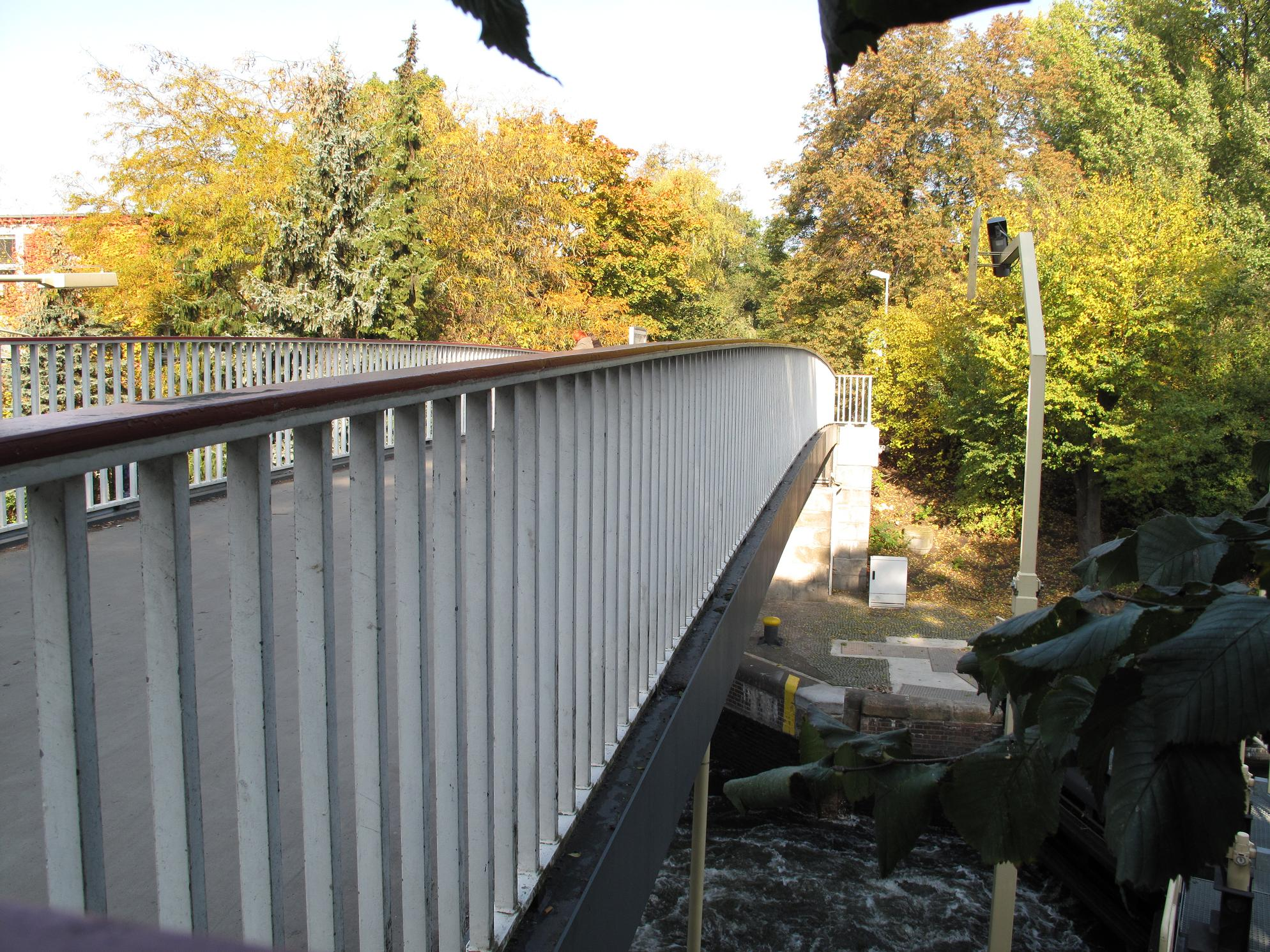
Fußgängerbrücke über den Landwehrkanal
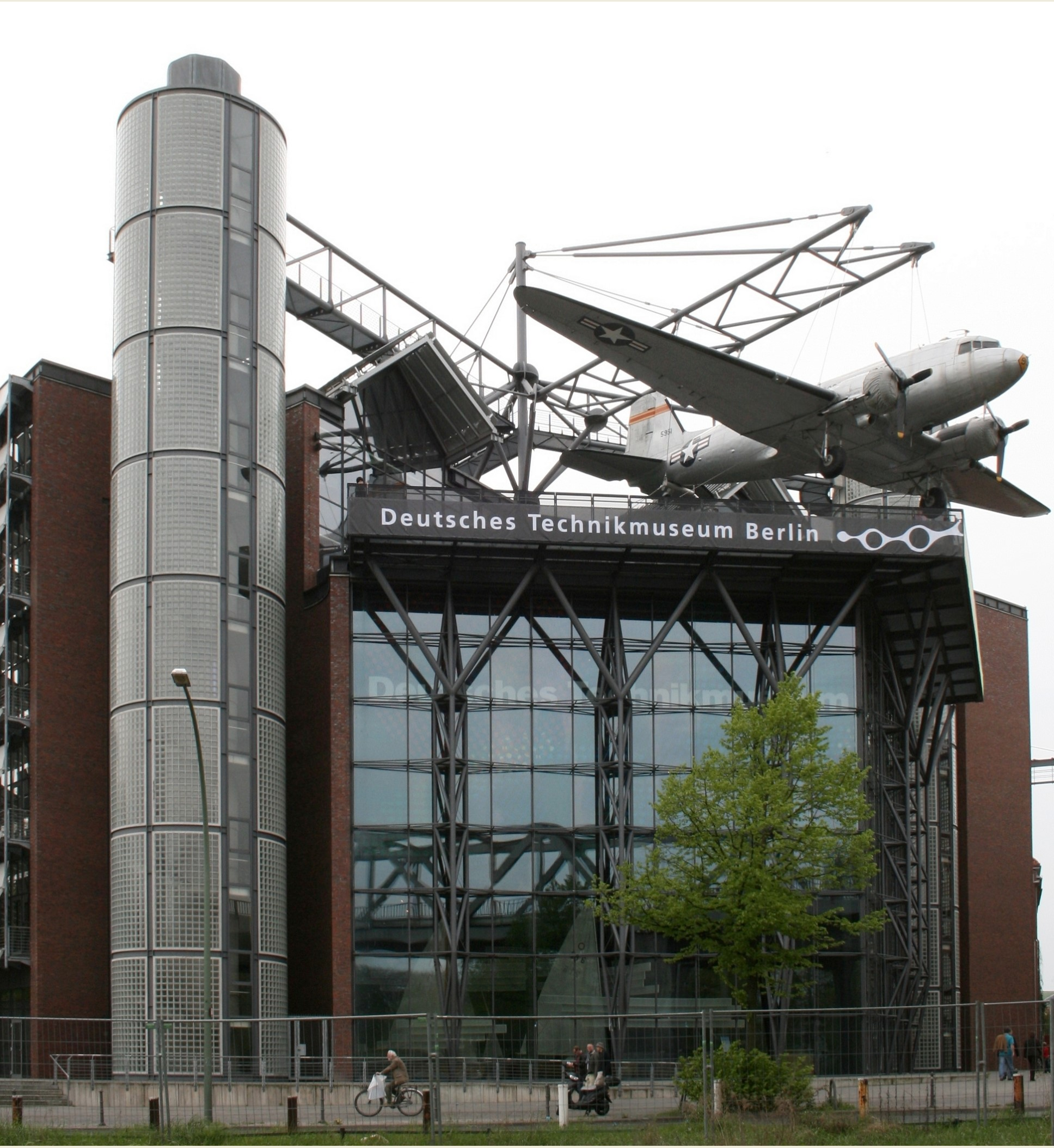
Technikmuseum Berlin
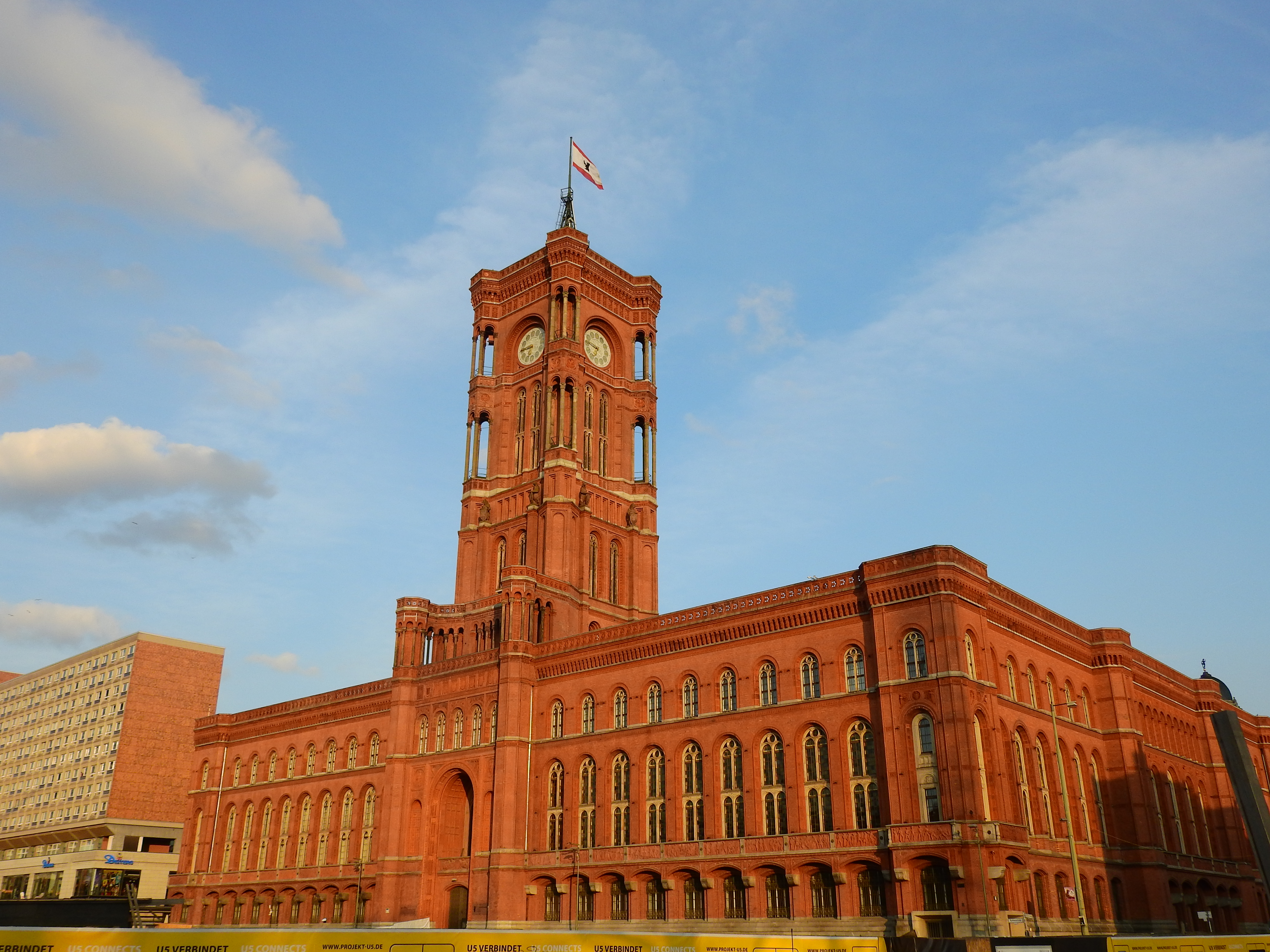
Rotes Rathaus
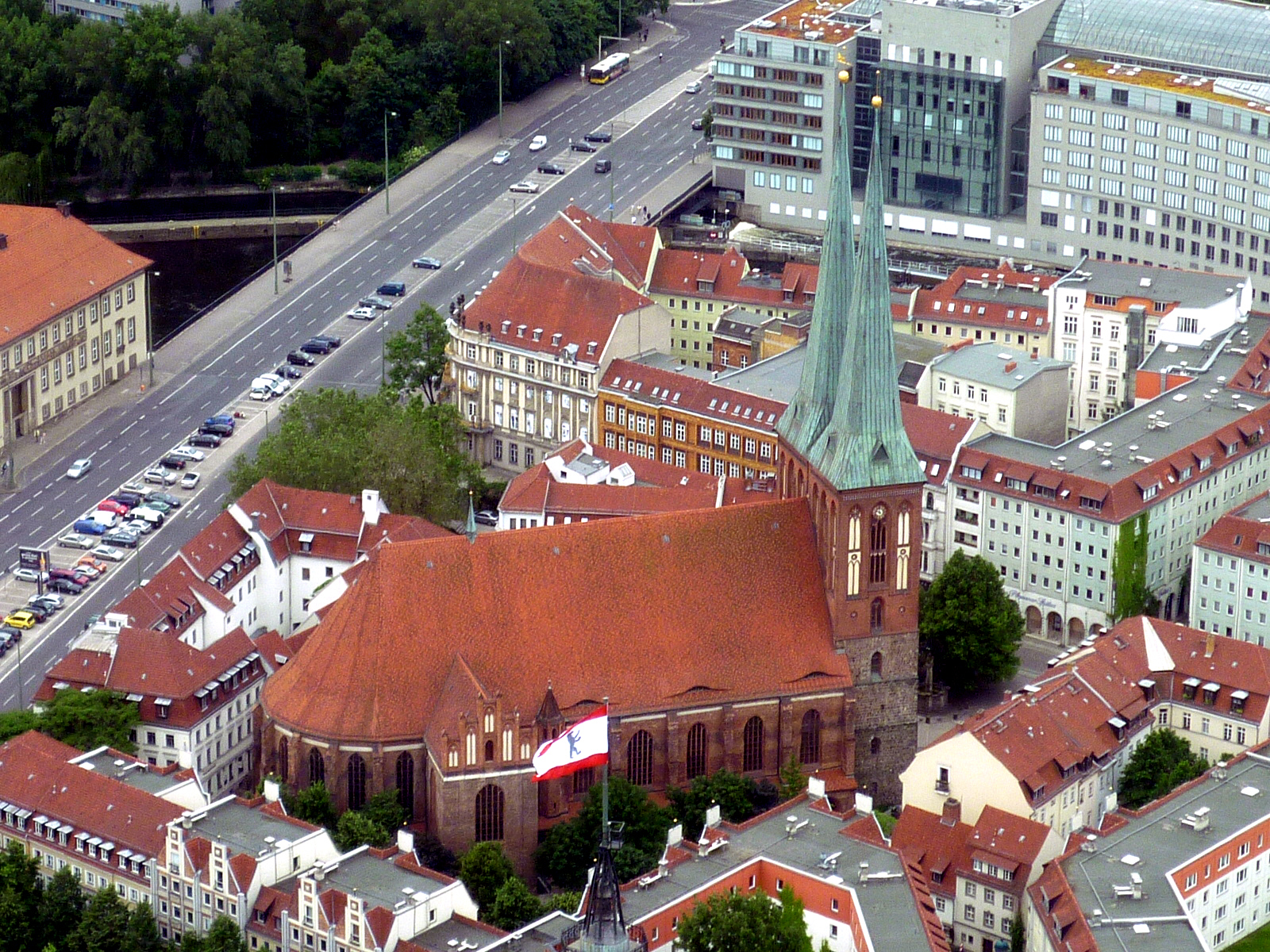
Nikolaikirche, Berlin
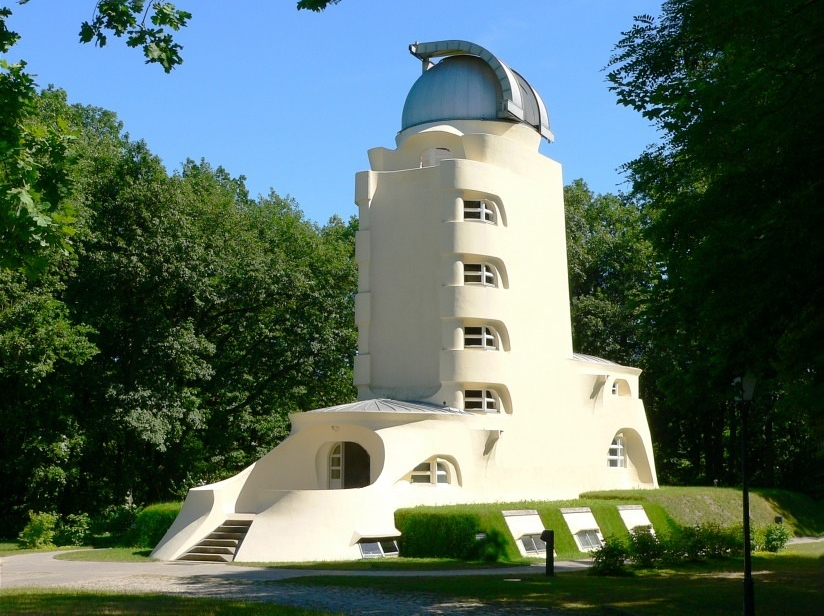
Einsteinturm
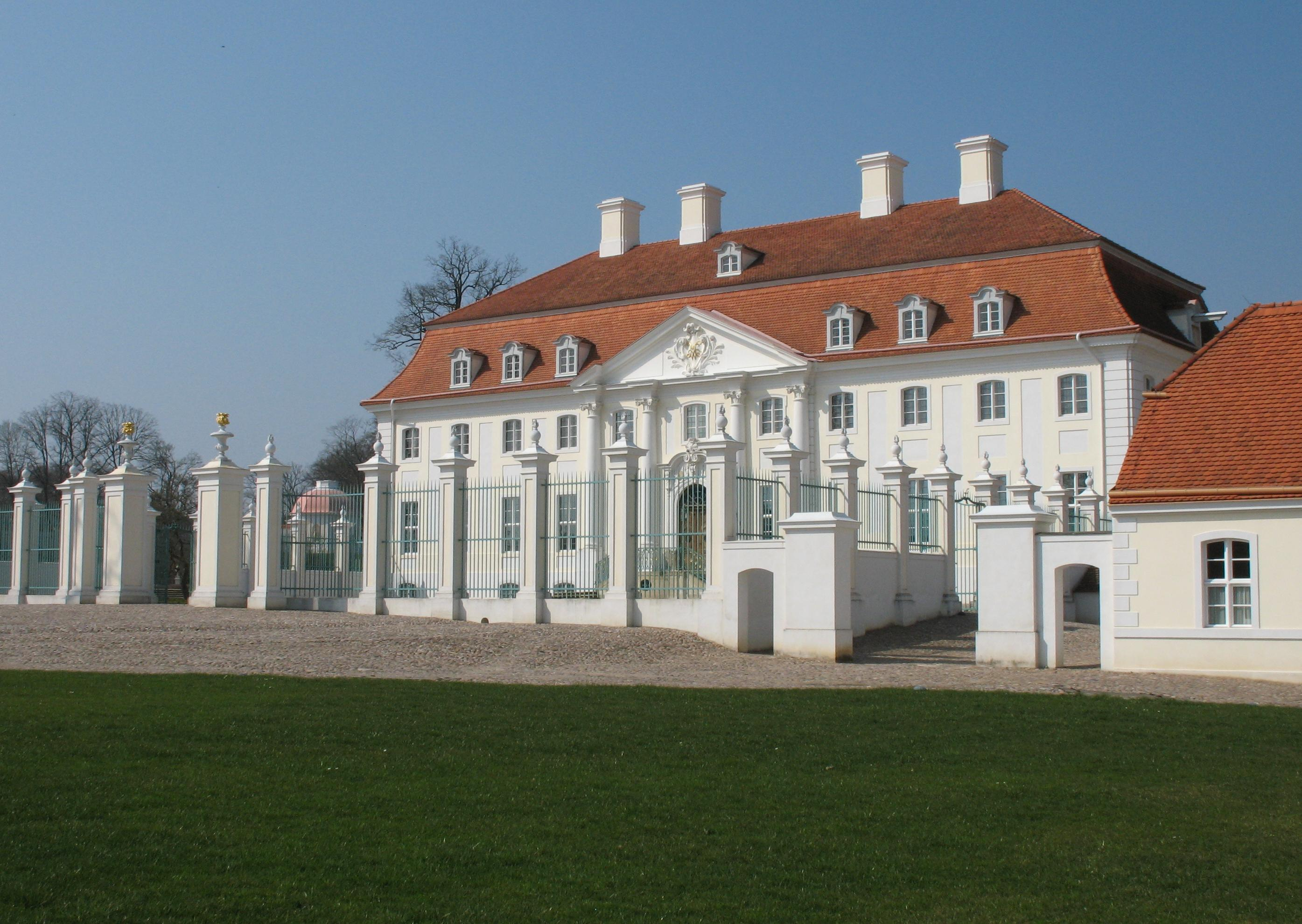
Schloss Meseberg
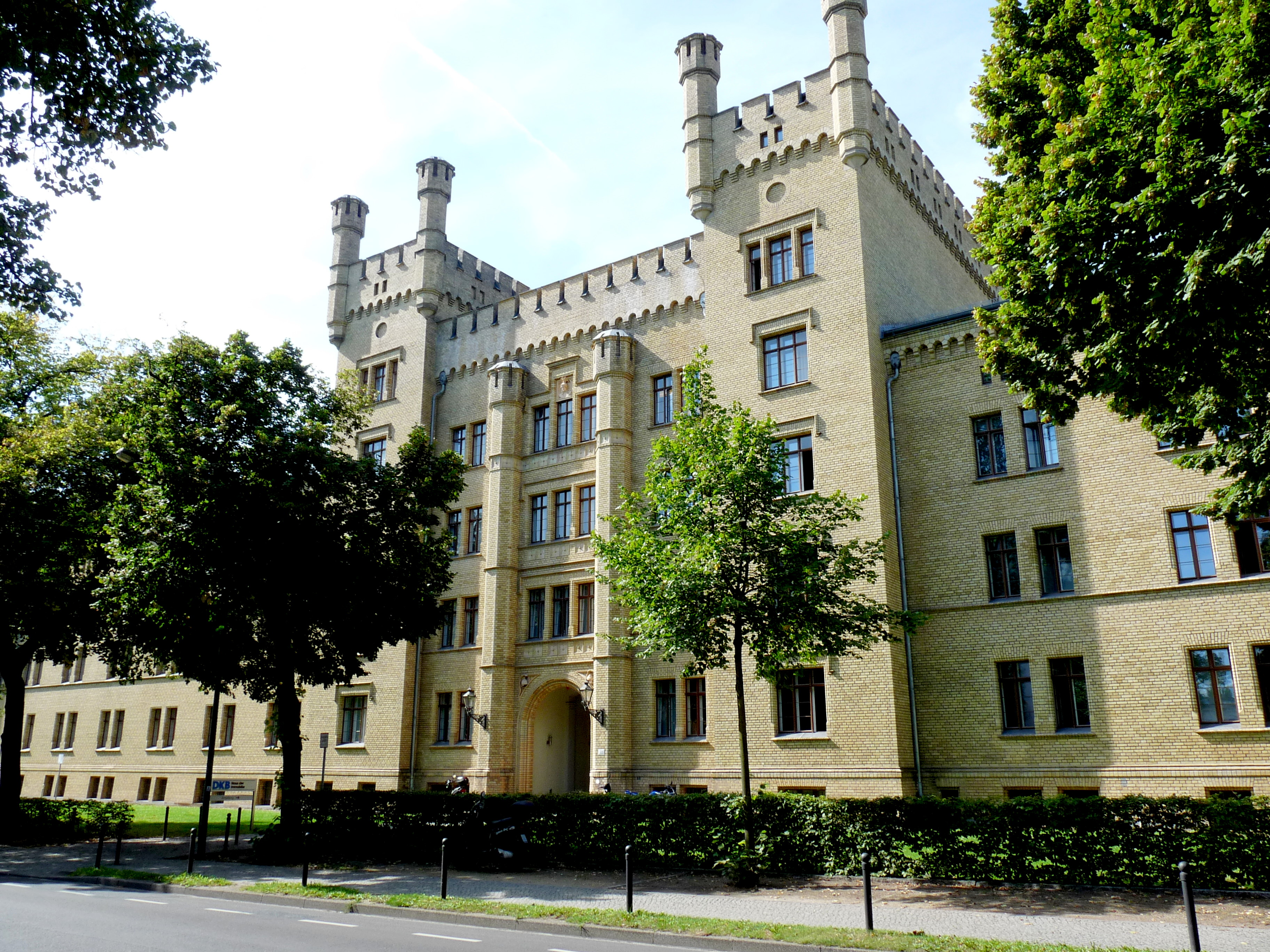
Garde-Ulanen-Kaserne
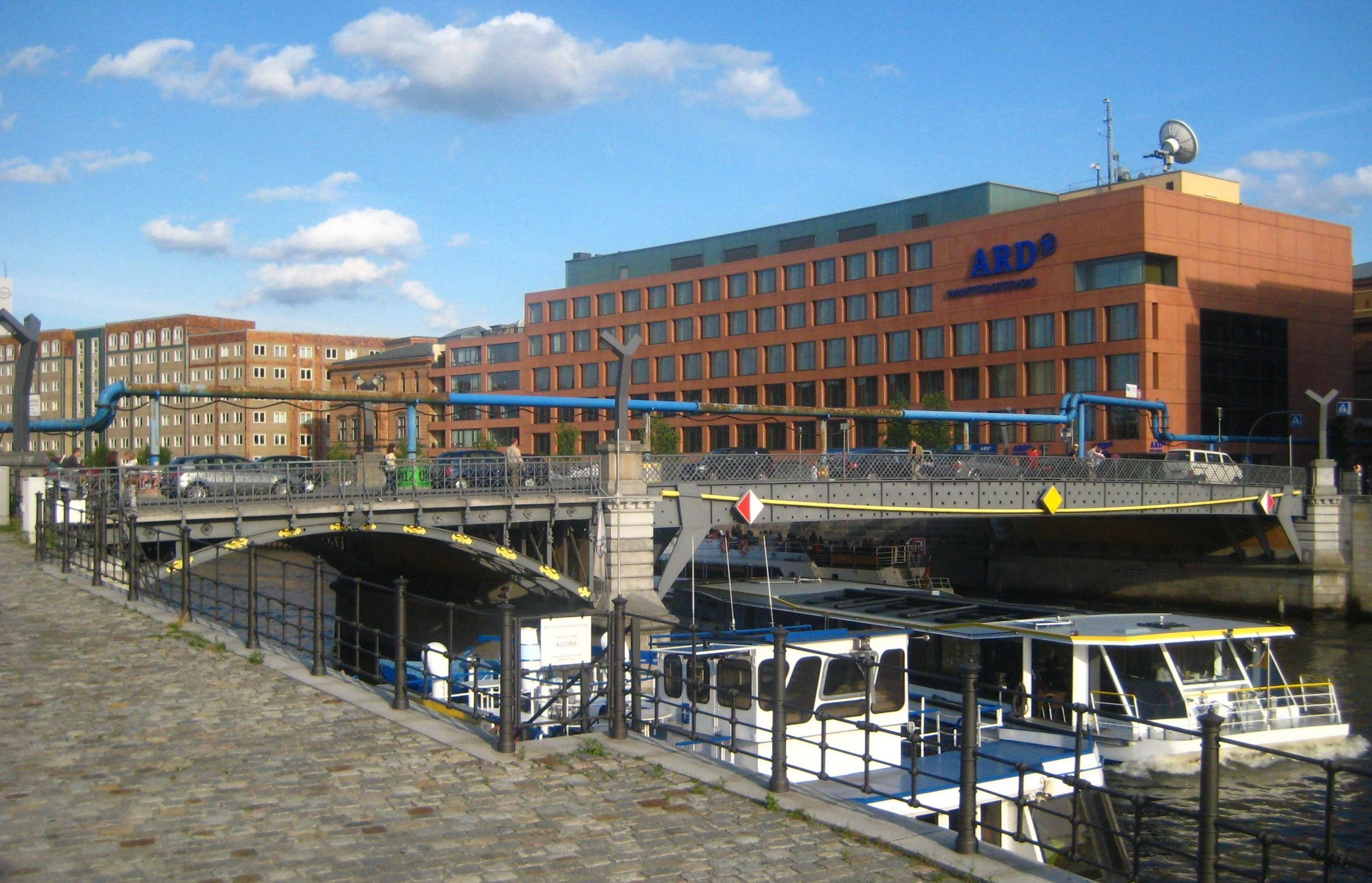
Marschallbrücke
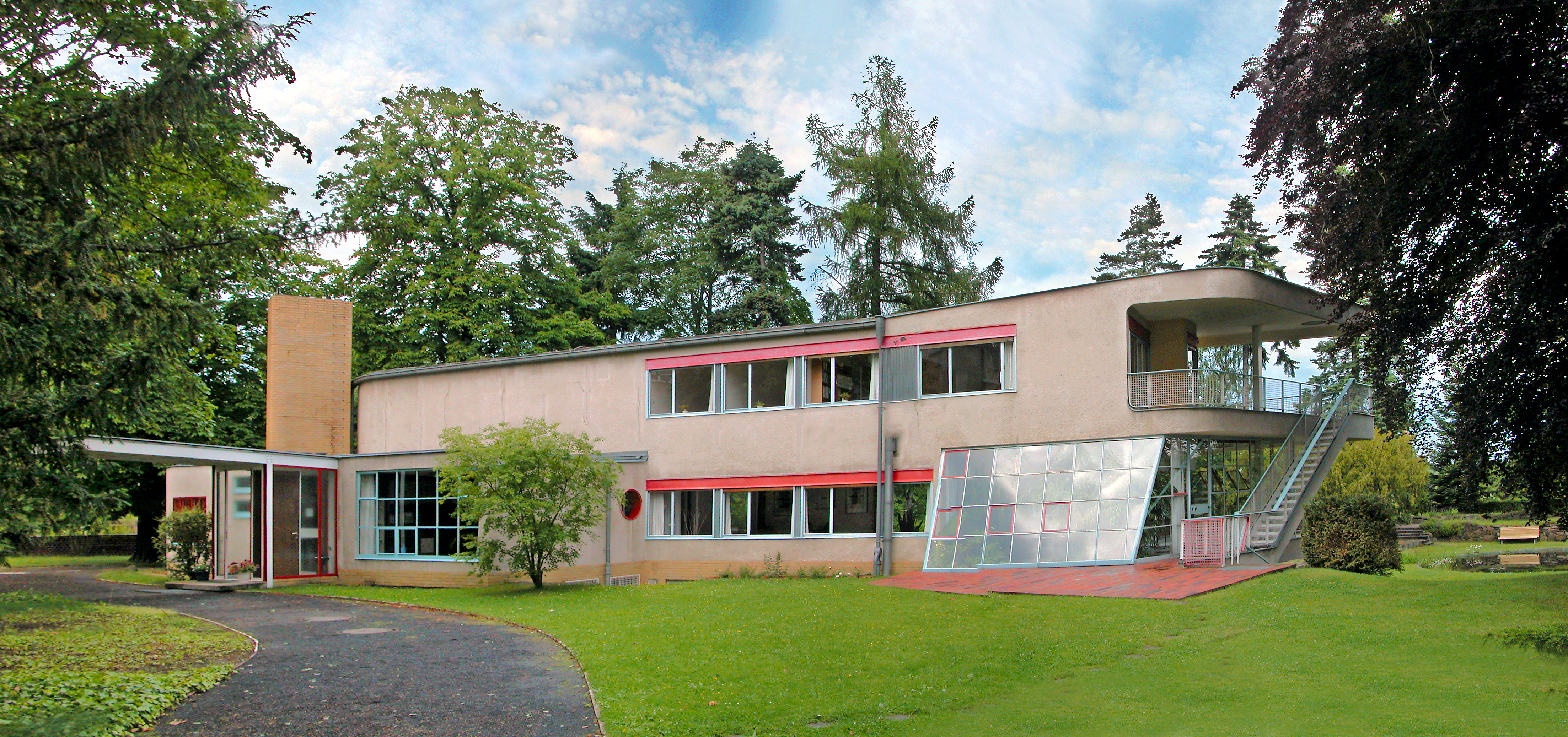
Haus Schminke
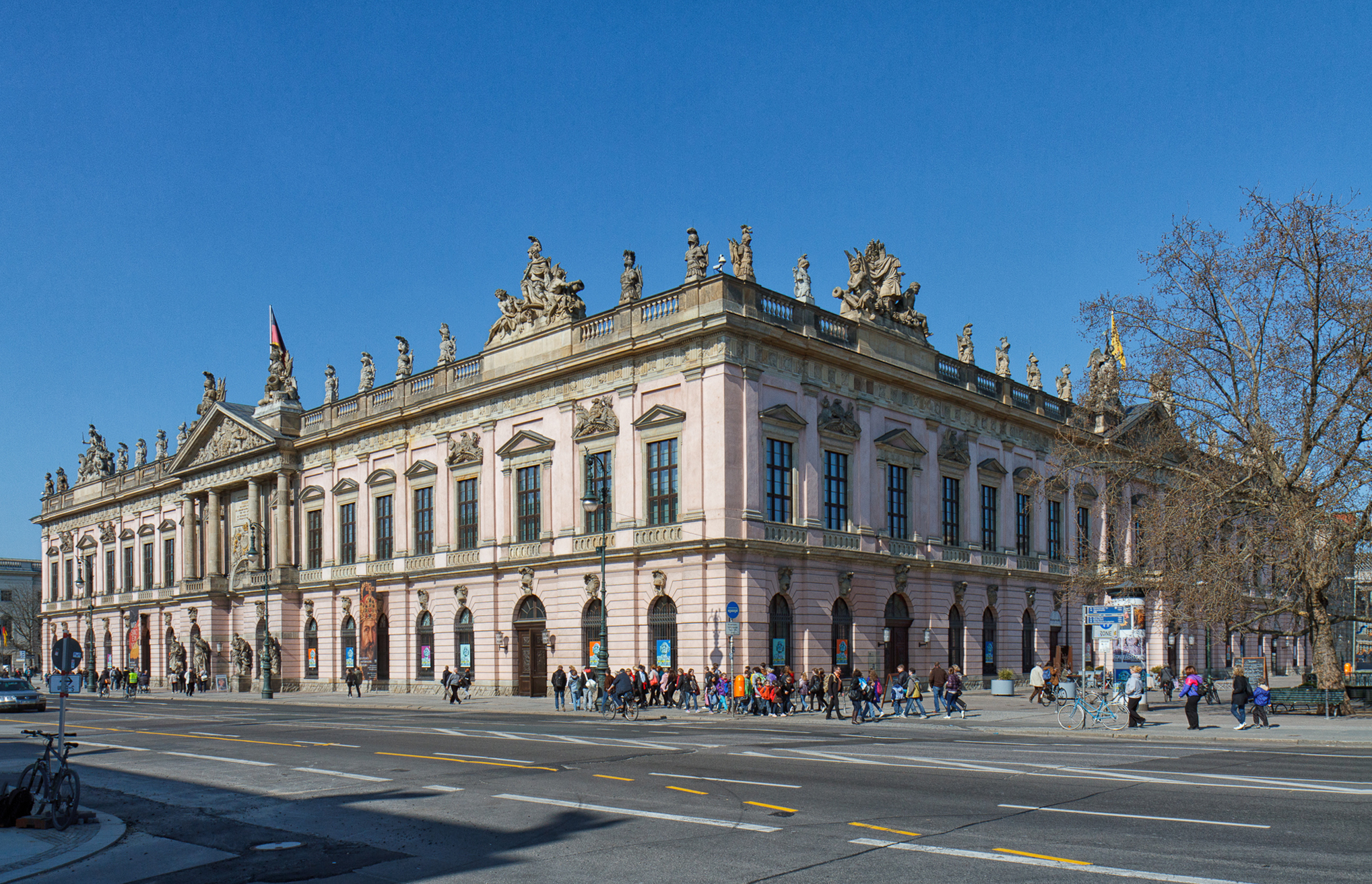
Zeughaus Berlin
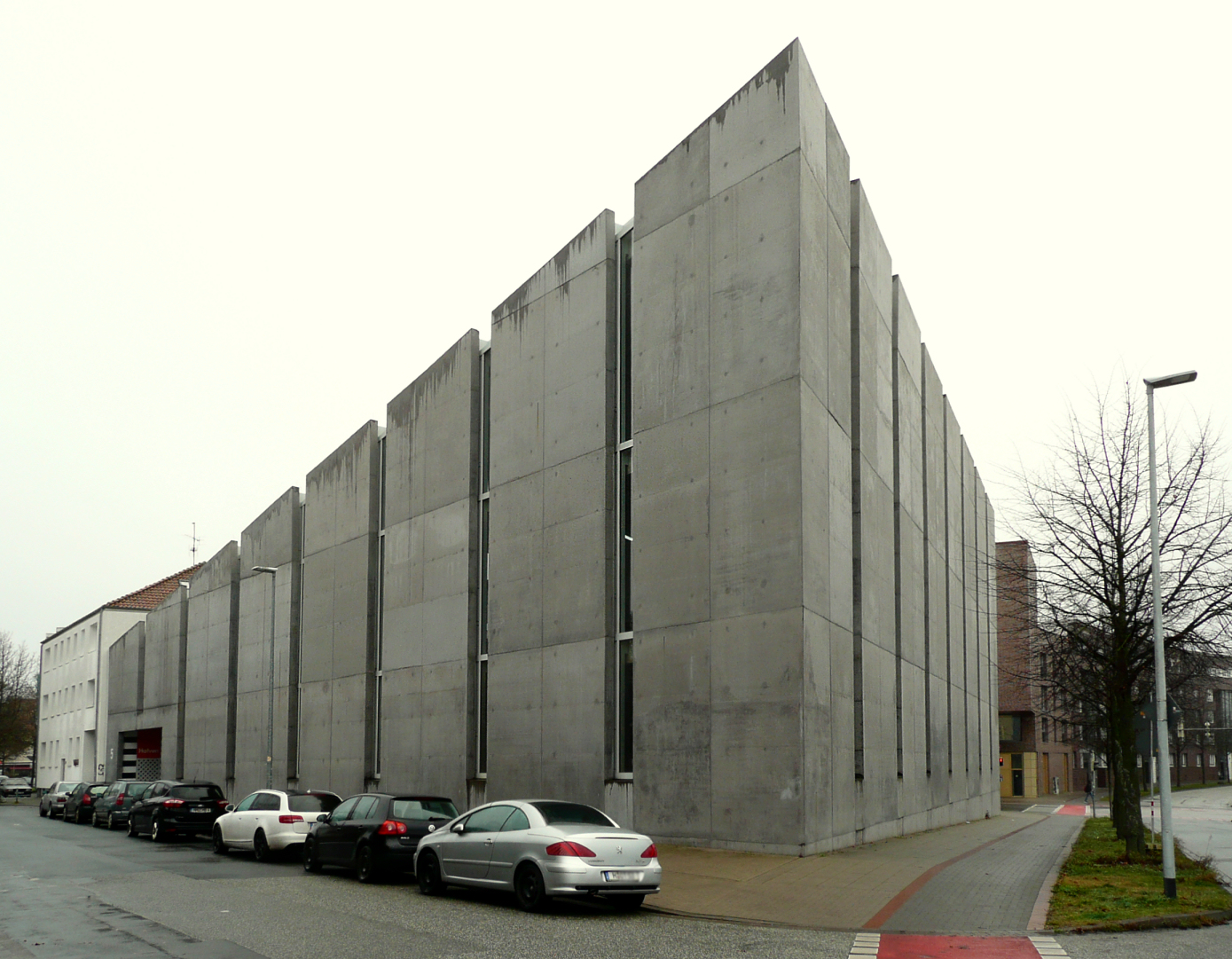
Hafven, Hannover

## Publikationen
- mit Roland Guggisberg: Marschallbrücke – Ersatzneubau im historischen Kontext. In: Stahlbau, 66. Jg., 1997, Heft 12, S. 797–809.
- mit Roland Guggisberg: Deutsches Technikmuseum Berlin – Technik der Zukunft verbindet sich mit Geschichte der Technik. In: Stahlbau, 67. Jg., 1998, Heft 7, S. 580–591.
- mit Roland Guggisberg: Deutsches Technikmuseum Berlin – Kranartige Abhängung von Geschoßbereichen über dem Anschlußgleis. In: Stahlbau, 68. Jg., 1999, Heft 4, S. 277–289.
- mit Franz Stieglmeier: Ingenieurholzbau für eine Holzlagerhalle. Regeln und Nichtregeln – die Geschichte eines Rückschritts. In: Bautechnik, 76. Jg., 1999, Heft 11, S. 949–958.
- mit Hartwig Schmidt: Ein Baukörper wie aus einem Guß. In: Beton- und Stahlbetonbau, 98. Jg., 2003, Heft 7, S. 433–438.
- mit Hartwig Schmidt: Die Bremer Stadthalle. In: Beton- und Stahlbetonbau, 98. Jg., 2003, Heft 12, S. 773–780.
- mit Rolf Gerhardt, Karl-Eugen Kurrer: The methods of graphical statics and their relation to the structural form. In: Santiago Huerta (Hg.): Proceedings of the First International Congress on Construction History. Vol. II. Instituto Juan de Herrera, Madrid 2003, S. 997–1006.
- mit Hartwig Schmidt: Die Flugzeughallen des ehemaligen Militärflughafens Berlin-Friedrichsfelde. In: Beton- und Stahlbetonbau, 99. Jg., 2004, Heft 7, S. 682–692.